# Lancetta

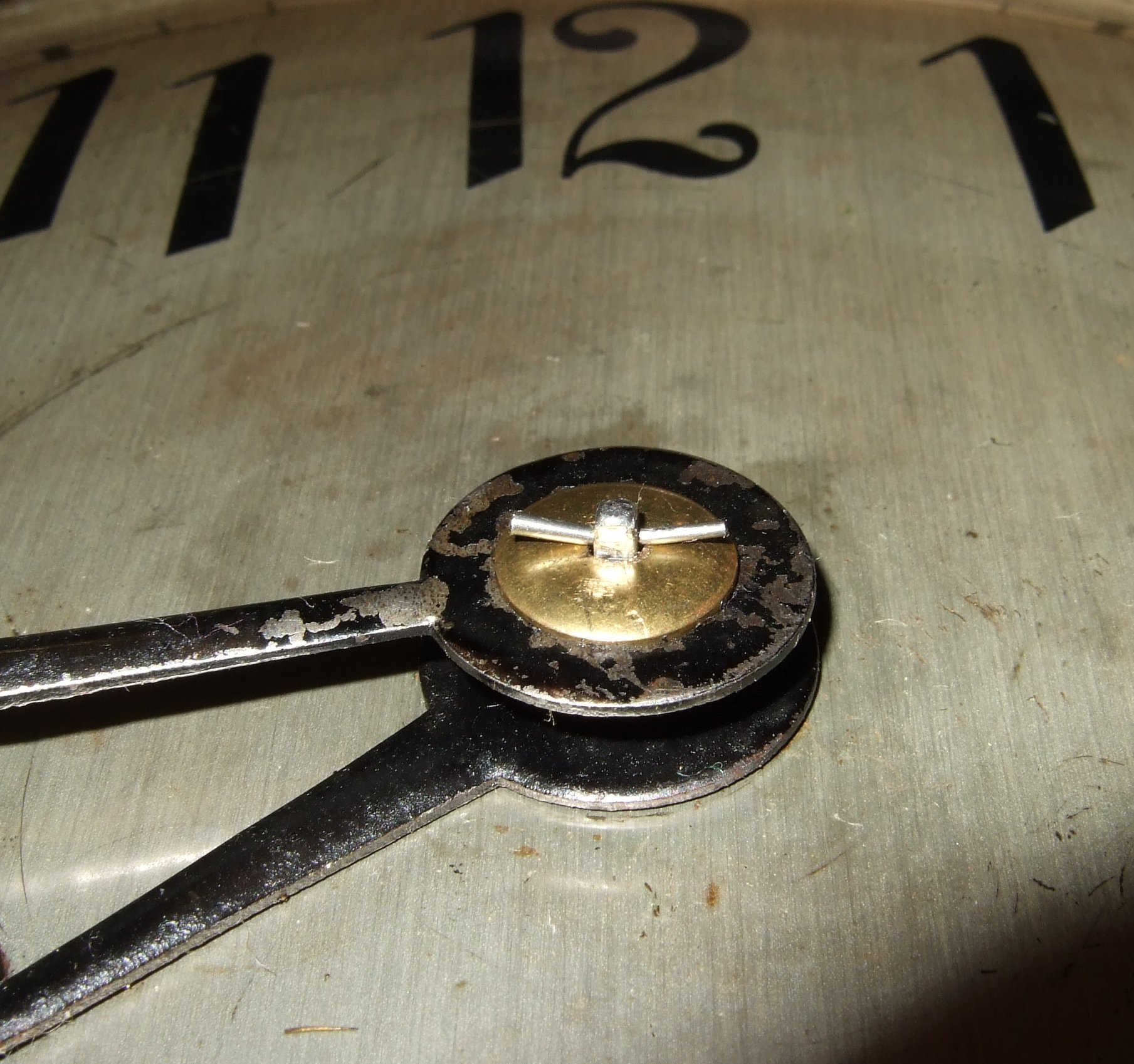
Il perno centrale a cui sono fissate le lancette di un orologio.

La lancetta o sfera è una piccola asticciola che si trova all'interno del quadrante di un orologio meccanico e ruota intorno ad un perno centrale in senso orario.
In altri strumenti di misura si parla più propriamente di ago (ad esempio ago magnetico).
Il termine lancetta deriva dal latino lancea, nel senso di arnese tagliente.
Negli orologi, sono prevalentemente utilizzate con tre scopi:
- segnare l'ora
- segnare i minuti
- segnare i secondi.

Esistono anche cronografi o altre tipologie di orologi che le sfruttano per ulteriori frazioni di secondo.